# Idha Övelius
Idha Anna Maria Övelius, född 22 maj 1972 i Södertälje, Sverige, ibland känd under enbart artistnamnet Idha, är en svensk singer/songwriter. På 1990-talet släppte hon två album på Creation Records, Melody Inn och Troublemaker.
Idha Övelius var gift med gitarristen Andy Bell, som var med och startade Ride och var basist i Oasis, och med vem hon har två barn. Bell bidrog med några av låtarna på debutalbumet Melody Inn, och före detta Small Facesmedlemmen Ian McLagan spelade keyboard. På EP:n A Woman in a Man's World från 1994 medverkade Evan Dando och Stephen Duffy som gästartister.
1997 återvände Övelius med sitt andra album, Troublemaker. Bell medverkade även här, så gjorde också Tony Barber från Buzzcocks och Alan White. Medan hennes första album mest bestod av countryinfluerad, akustisk folkrock, hade det andra ett fylligare ljud med blås och stråkar.
Övelius drog sig tillbaka från musikbranschen 2000.

## Diskografi

### Album
- Melody Inn (1994)
- Troublemaker (1997)

### Singlar
- "Get Undressed" (1994)
- A Woman in a Man's World EP (1994)
- "Sorry Sorry" (1997)
- "Going Down South" (1997)
- "Sweet September Rain" (1997)